# فيرمليون
فيرمليون هي مدينة في ولاية داكوتا الجنوبية في الولايات المتحدة الأمريكية.

## التركيبة السكانية
حدّد مكتب تعداد الولايات المتحدة بيانات التركيبة السكانية لفيرمليون في تعداد الولايات المتحدة. في ما يلي، التركيبة السكانية حسب تعدادي 2000 و2010.

### تعداد عام 2000
بلغ عدد سكان فيرمليون 9,765 نسمة بحسب تعداد عام 2000، وبلغ عدد الأسر 3,647 أسرة وعدد العائلات 1,801 عائلة مقيمة في المدينة. في حين سجلت الكثافة السكانية 825.4 نسمة لكل كيلومتر مربع (2,137.8/ميل2). وبلغ عدد الوحدات السكنية 3,967 وحدة بمتوسط كثافة قدره 335.3 لكل كيلومتر مربع (868.4/ميل2).
وتوزع التركيب العرقي للمدينة بنسبة 90.95% من البيض و1.29% من الأمريكيين الأفارقة و3.37% من الأمريكيين الأصليين و2.46% من الأمريكيين ذوي الأصول الآسيوية و0.01% من سكان جزر المحيط الهادئ و0.37% من الأعراق الأخرى و1.56% من عرقين مختلطين أو أكثر و1.07% من الهسبانيون أو اللاتينيون من أي عرق.
بلغ عدد الأسر 3,647 أسرة كانت نسبة 26.4% منها لديها أطفال تحت سن الثامنة عشر تعيش معهم، وبلغت نسبة الأزواج القاطنين مع بعضهم البعض 37.5% من أصل المجموع الكلي للأسر، ونسبة 9.2% من الأسر كان لديها معيلات من الإناث دون وجود شريك، بينما كانت نسبة 2.6% من الأسر لديها معيلون من الذكور دون وجود شريكة وكانت نسبة 50.6% من غير العائلات. تألفت نسبة 34.1% من أصل جميع الأسر من عدة أفراد يعيشون في نفس المنزل ونسبة 7.8% كانت تتألف من شخص يعيش بمفرده يبلغ من العمر 65 عاماً أو أكثر. وبلغ متوسط حجم الأسرة المعيشية 2.24، أما متوسط حجم العائلات فبلغ 2.90.
بلغ العمر الوسطي للسكان 23.9 عاماً. وكانت نسبة 17.5% من القاطنين تحت سن الثامنة عشر، وكانت نسبة 22.5% بين الثامنة عشر والرابعة والعشرين عاماً، ونسبة 23.1% كانت واقعةً في الفئة العمرية ما بين الخامسة والعشرين والرابعة والأربعين عاماً، ونسبة 12.9% كانت ما بين الخامسة والأربعين والرابعة والستين، ونسبة 7.7% كانت ضمن فئة الخامسة والستين عاماً فما فوق. يوجد لكل 100 أنثى 94.1 ذكر، ويوجد لكل 100 أنثى في الثامنة عشر من عمرها فما فوق 92.6 ذكر.
بلغ متوسط دخل الأسرة في المدينة 24,095 دولارًا، أما متوسط دخل العائلة فبلغ 40,109 دولارًا. وكان متوسط دخل الذكور 28,180 دولارًا مقابل 20,975 دولارًا للإناث. وسجل دخل الفرد الخاص بالمدينة 13,909 دولارًا. وكانت نسبة 16.2% من العائلات ونسبة 26.2% من السكان تحت خط الفقر، وكان من هؤلاء نسبة 19.6% تحت سن الثامنة عشر ونسبة 14.8% في الخامسة والستين من العمر وما فوق.

### تعداد عام 2010
بلغ عدد سكان فيرمليون 10,571 نسمة بحسب تعداد عام 2010، وبلغ عدد الأسر 3,811 أسرة وعدد العائلات 1,692 عائلة مقيمة في المدينة. في حين سجلت الكثافة السكانية 893.6 نسمة لكل كيلومتر مربع (2,314.4/ميل2). وبلغ عدد الوحدات السكنية 4,043 وحدة بمتوسط كثافة قدره 341.8 لكل كيلومتر مربع (885.3/ميل2).
وتوزع التركيب العرقي للمدينة بنسبة 89.58% من البيض و1.66% من الأمريكيين الأفارقة و3.57% من الأمريكيين الأصليين و2.09% من الأمريكيين ذوي الأصول الآسيوية و0.04% من سكان جزر المحيط الهادئ و0.49% من الأعراق الأخرى و2.57% من عرقين مختلطين أو أكثر و2.42% من الهسبانيون أو اللاتينيون من أي عرق.
بلغ عدد الأسر 3,811 أسرة كانت نسبة 22.5% منها لديها أطفال تحت سن الثامنة عشر تعيش معهم، وبلغت نسبة الأزواج القاطنين مع بعضهم البعض 32.8% من أصل المجموع الكلي للأسر، ونسبة 8.4% من الأسر كان لديها معيلات من الإناث دون وجود شريك، بينما كانت نسبة 3.2% من الأسر لديها معيلون من الذكور دون وجود شريكة وكانت نسبة 55.6% من غير العائلات. تألفت نسبة 35.3% من أصل جميع الأسر من عدة أفراد يعيشون في نفس المنزل ونسبة 7.6% كانت تتألف من شخص يعيش بمفرده يبلغ من العمر 65 عاماً أو أكثر. وبلغ متوسط حجم الأسرة المعيشية 2.21، أما متوسط حجم العائلات فبلغ 2.90.
بلغ العمر الوسطي للسكان 23.4 عاماً. وكانت نسبة 15.3% من القاطنين تحت سن الثامنة عشر، وكانت نسبة 41.2% بين الثامنة عشر والرابعة والعشرين عاماً، ونسبة 20.7% كانت واقعةً في الفئة العمرية ما بين الخامسة والعشرين والرابعة والأربعين عاماً، ونسبة 14.4% كانت ما بين الخامسة والأربعين والرابعة والستين، ونسبة 8.4% كانت ضمن فئة الخامسة والستين عاماً فما فوق. وتوزع التركيب الجنسي للسكان بنسبة 47.8% ذكور و52.2% إناث.

## توأمة
لفيرمليون اتفاقيات توأمة مع:
- راتينغن

## أعلام
- دوروثي كوبر
- جيوفري كولفين
- أندرو إي. لي
- كيفن برادي
- دوغ ديكي
- رايتشل بيلا
- ويليام أو. فاربر
- تشارلز هال ديلون